# Гороховец
Горохове́ц — город районного подчинения в России. Административный центр Гороховецкого района Владимирской области. Один из старейших городов области.
Образует одноимённое муниципальное образование город Гороховец со статусом городского поселения как единственный населённый пункт в его составе.
Население 12 666 человек (2021).

## География
Расположен в Волжско-Окском междуречье, на правом берегу реки Клязьмы, в 157 км к востоку от областного центра города Владимира, у границы с Нижегородской областью. Один из древнейших городов Владимирской области, с 1970 года входит в список исторических поселений России, в черте города и окрестностях сохранилось много памятников церковной и гражданской архитектуры разных эпох.
Через город проходит федеральная автодорога М-7 «Волга». В 12 км расположена железнодорожная станция Гороховец (деревня Великово).

## Происхождение названия
Существуют разные версии происхождения названия: славянские и финно-угорские. Например, высказывается предположение, что на языке финно-угорских племён, ранее населявших местность, слово «Гороховец» могло звучать как «Хорроховесь», что в широком толковании переводится как «Дремлющая в снегах деревня» — весь. Однако эту версию не разделяет заведующая группой ономастики института языкознания АН СССР Александра Суперанская, поскольку этим языкам не свойственны звонкие согласные в начале слова. В свою очередь, она высказала предположение, что название города связано с древнерусским именем Горох. Горох — основатель рода, все члены которого собирательно именуются Гороховцы.

## История

### Основание города
В VI веке на месте будущего города, предположительно, находилось финно-угорское поселение, а в X—XI веках — славянское, превратившееся в 3-й четверти XII века в небольшую крепость. Вероятно, укреплённый пограничный пункт на восточных границах Владимиро-Суздальского княжества был основан великим князем Андреем Боголюбским в 1168 году во времена походов русских войск на Волжскую Булгарию. Первоначальное ядро города составлял Гороховецкий детинец, расположенный на Никольской горе — крутом мысу правого берега Клязьмы, высота его земляных валов достигала 5 м. После появления детинца у подножия горы возник нижний посад. Могильник XII века на Пужаловой горе сочетает в себе языческие и христианские традиции.
Впервые Гороховец как «град Святой Богородицы» упомянут в Лаврентьевской летописи, датированной 1239 годом, когда его впервые сожгли татаро-монголы, после чего жизнь в городе надолго замерла.

### Пограничная крепость
В конце XIV — начале XV века при князе Василии I Гороховец вошёл в состав Московского княжества. В это время юго-восточная пограничная засечная черта Руси проходила по реке Оке и называлась «Поясом Пресвятой Богородицы». Естественным продолжением этого пояса и был «град Святой Богородицы Гороховец», прикрывавший границу с востока.
Одновременно Гороховец стал центром христианизации прилегающих земель, в 1352 году недалеко от города возникла обитель Василия Кесарийского (современное село Мячково) от Суздальского Спасо-Ефимиева монастыря, а в 1365 году недалеко от устья реки Лух — пустынь Святого Георгия от Троице-Сергиева монастыря (современный скит Егорий).
В начале XV века Гороховец стал центром волости Нижегородского уезда, в нём находился мытный двор и жили «волостели» — великокняжеские управители (с 1500 года Терентий и Степан Острогины, с 1508 года боярин Прокофий Матвеевич Апраксин).
В 1539 году волость пережила набег казанских татар и была разорена, а город разрушен, но быстро восстановлен, новое нападение 1545 года удалось отбить. Согласно легенде этого периода, когда враги осаждали Гороховец, над горой в лучах заходящего солнца появился образ огромного воина с мечом в руках. Враги в панике отступили, а место с той поры называется Пужаловой горой.
В 1563 году Иван Грозный передал Гороховец своему шурину, кабардинскому князю Михаилу Темрюковичу. К концу XVI века город получил статус уездного центра.
В XVII веке, с началом Смутного времени, Гороховец попал под контроль поляков, и в 1610—1611 годах король Сигизмунд III пожаловал его своему князю Андрею Милославскому. С началом освободительного движения город вновь встал на защиту Родины. Гороховец в числе первых присоединился к народному движению.
В 1619 году кочующий отряд запорожских казаков («черкесов») захватил Гороховец и сжёг городские укрепления и постройки. Это было последнее нападение, которому подвергся город, к этому периоду функции пограничной крепости были уже утрачены, а городские деревянные укрепления начали приходить в упадок и были постепенно разрушены.

### Уездный город

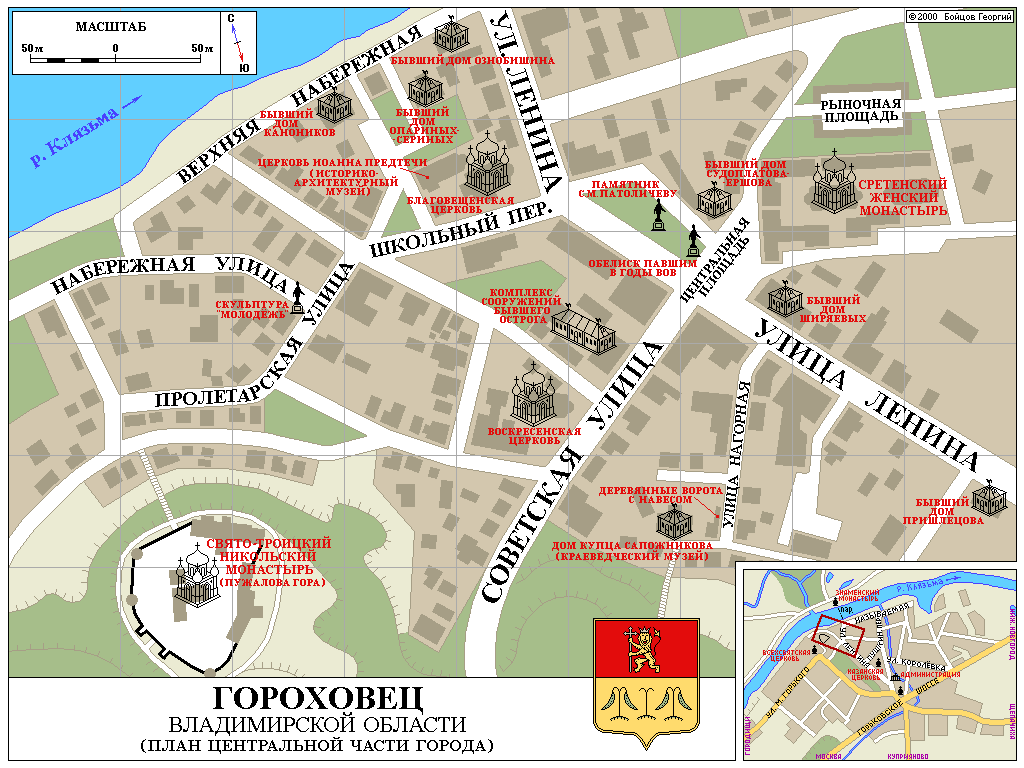
План центральной части города

По писцовым книгам 1628—1687 годов, Гороховец состоял из небольшой, срубленной из дуба крепости на отроге Пужаловой горы периметром в 242 сажени (500 м) и располагавшегося под горой городского посада с деревянным острогом по периметру в 980 саженей (2 км); к воротам крепости подходило ответвление от владимиро-нижегородской дороги, возле посада находилась переправа через Клязьму, от которой уходила дорога на Балахну. К 1628 году посадский острог пришёл в негодность, а на месте крепости в 1643 году грамотой царя Михаила Фёдоровича был основан Никольский монастырь. В 1646 году город состоял из 217 дворов, жителей мужского пола насчитывалось 388 человек, 90 % принадлежало к ремесленным и торговым людям.
В 1658 году указом патриарха Никона основан Владимирский (Сретенский) девичий монастырь, расположившийся на территории городского посада. В 1669 году возле города, на левом берегу Клязьмы, на средства Петра Лопухина и жителей города построен небольшой мужской монастырь. Помимо монастырских церквей, в центре посада располагались Благовещенский собор и церковь Воскресения с колокольнями и небольшими кладбищами при них, а также таможенный двор, воеводский двор, двор для чиновных людей из Москвы, земская и съезжая избы. Все сооружения были деревянными. К 1687 году мужское население города возросло вдвое, достигнув 801 человека, в городе насчитывалось пять кожевенных и два маслобойных завода, 15 кузниц, 36 торговых лавок, работали мельницы, винокурни и пивоварни, развивалось садоводство и огородничество.

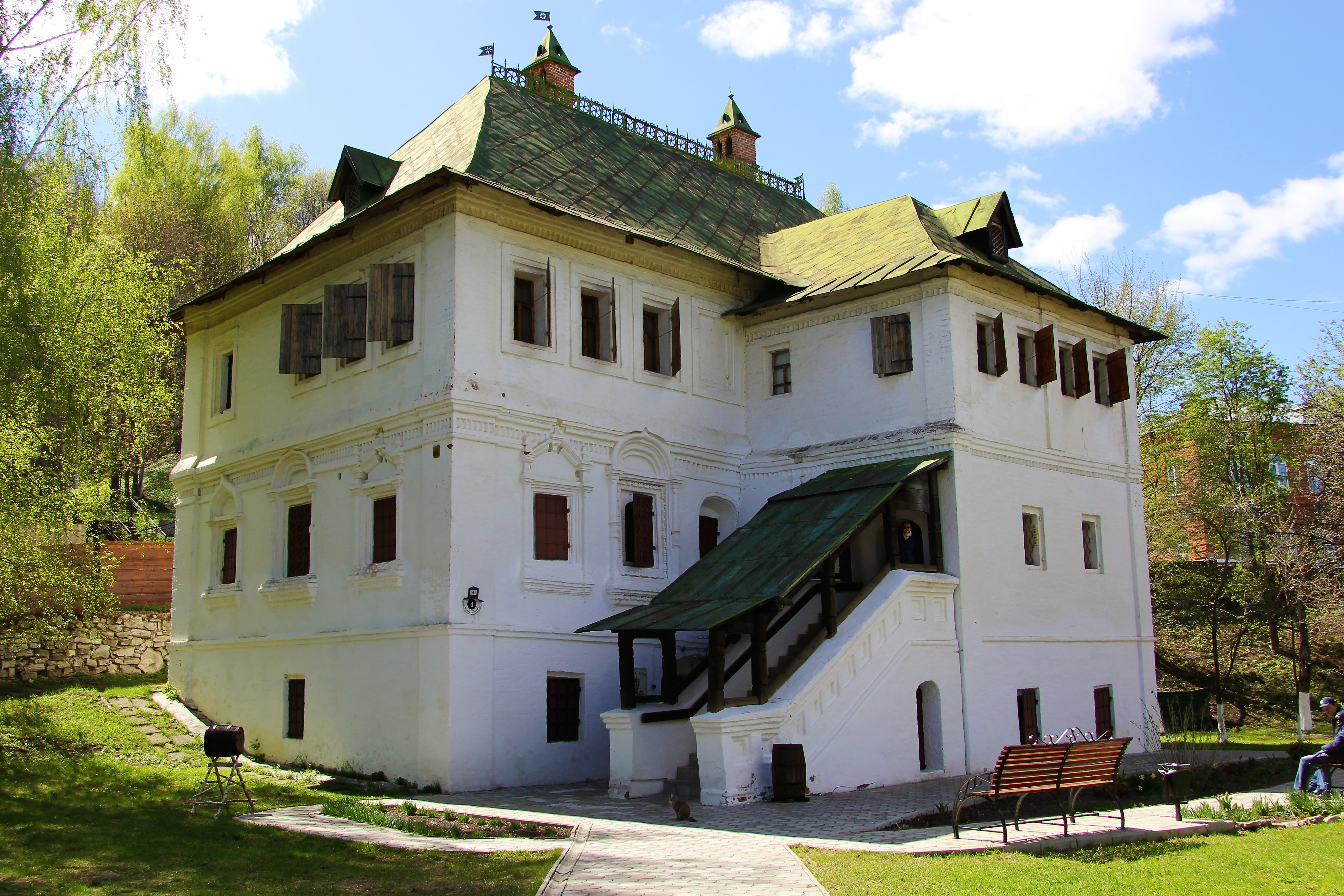
Дом Ершова (Сапожникова) XVII века

Последнее десятилетие XVII века отмечено расцветом Гороховца и появлением богатых купеческих семей Ершовых, Шумилиных, Селиных, Сапожниковых, Ширяевых, Судоплатовых, Канонниковых, разбогатевших на торговле товаром по Клязьме, Оке и Волге.
В середине XVII века расцвела торговля, и местные купцы, владевшие винокуренными заводами и кожевенным производством, на месте деревянных палат возводили себе каменные хоромы. В это же время здесь были построены каменные ансамбли трёх монастырей: Знаменского, Никольского, Сретенского, а также комплексы приходской церкви Воскресения Христова и главного городского Благовещенского собора.
В 1778 году Гороховец сделан уездным городом Гороховецкого уезда Владимирской губернии. В 1883 году в Гороховце было 24 каменных дома и 381 деревянный; лавок 69, пять церквей и Николаевский монастырь. В ризнице монастыря хранились шесть грамот царских и патриарших. Жителей в 1897 году было 2824; промышленность не развита; в 1883 году было три кирпичных завода и одна красильня. Было много садов; жители занимались огородничеством и прядением тонких ниток. Гороховец вместе с земством содержал городское училище и женское училище, богадельню, содержимую на проценты с капитала, пожертвованного купцом Лахмановым; земскую больницу на 12 кроватей, с амбулаторией.
Наряду с плотничеством, распространённым отхожим промыслом в Гороховецком уезде в XIX — начале XX века был отход в котельщики. География отхода мастеров по металлу — практически вся Российская империя от Балтики и Чёрного моря до Амура. Руками и умением гороховецких котельщиков строились российский военный металлический флот, железнодорожные мосты, некоторые из которых используются до сих пор. Гороховчане претворяли в жизнь и проекты русского инженера Владимира Шухова, включая Шаболовскую башню.

### Развитие капитализма
В 1892 году крестьянин д. Груздево, ставший позже купцом, С. И. Семёнычев основал в Гороховце завод по производству металлических судов, котлов и различных металлоконструкций, который к середине 1900-х годов перешел к предприимчивому выходцу из гороховецких крестьян-отходников из д. Выезд, фабриканту Ивану Александровичу Шорину, также имевшему в Гороховце судостроительное производство. Шорин основал свой Котельный и судостроительный завод в 1902 году, ориентировав его на постройку металлических нефтеналивных и товарных барж. В 1907 году он получил заказ на постройку самой большой на тот момент в мире нефтеналивной баржи «Марфа Посадница» и с честью выполнил его. Постройка «Марфы Посадницы» и ещё ряда крупных барж для Волго-Каспийского бассейна ввела завод в ряд признанных судостроительных предприятий России. Кроме судостроения, завод Шорина занимался реконструкций шлюзов на реках Северский Донец и Шексна, строительством нефтяных резервуаров по всей России. Число занятых на заводе месте с сезонными рабочими достигало одной тысячи человек. Осенью 1918 года завод Шорина был национализирован и стал называться Гороховецким судостроительным заводом.

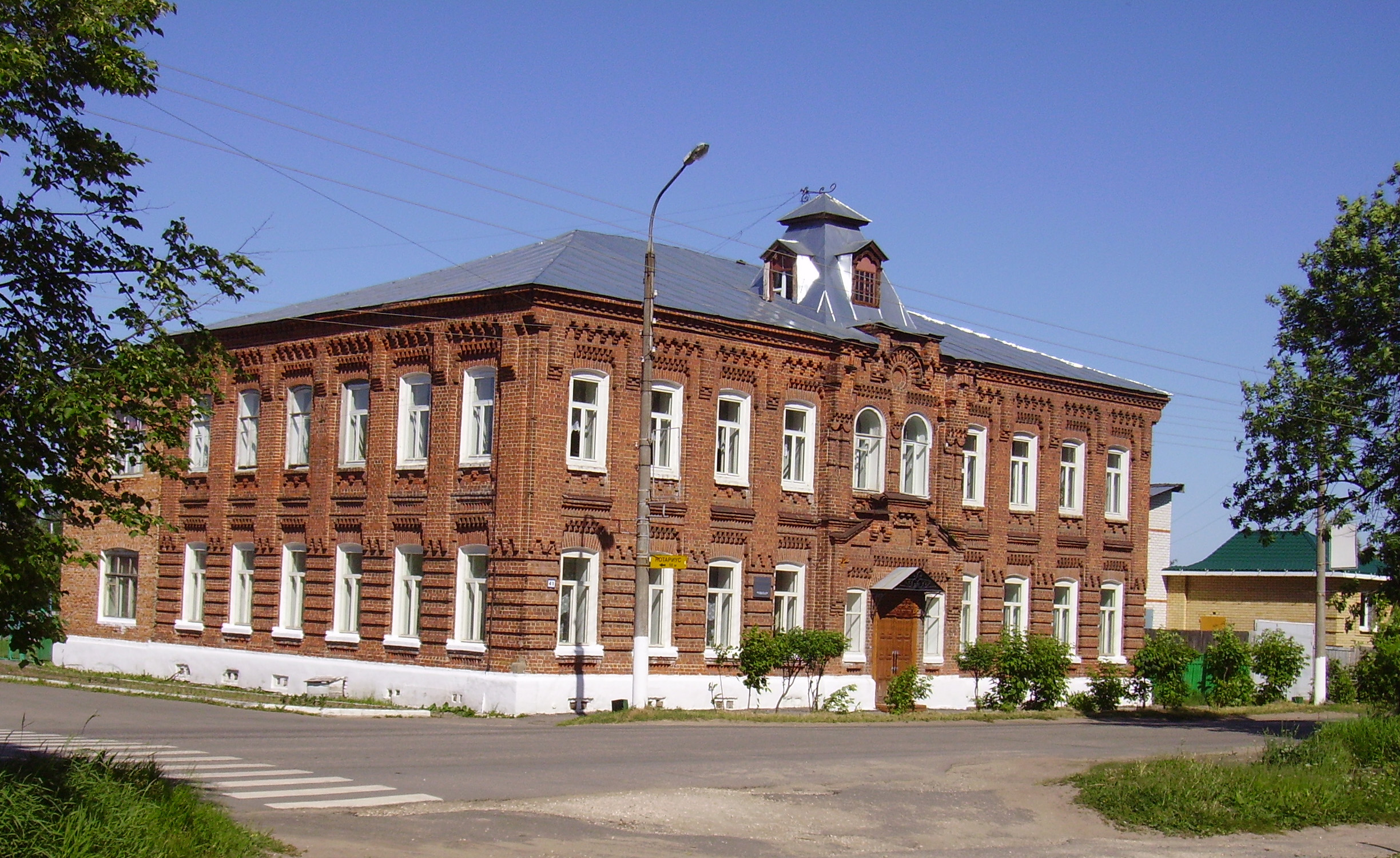
Здание прогимназии, построенное в 1903—1907 годах на средства купца Михаила Сапожникова

Также в городе действовали две бумаго-оберточных фабрики, ватная фабрика, около десятка различных ремесленных мастерских.
В конце XIX — начале XX века самым значимым благодетелем для Гороховца стал купец второй гильдии Михаил Фёдорович Сапожников (1836—1913), владевший крупными магазинами в Казани, Астрахани и Самаре и жертвовавший на нужды земляков значительные средства. На эти средства с 1882 года были построены богадельня, городская больница, городское училище, женская гимназия, прогимназия, высшее начальное училище, водопровод в верхней части города. Помимо этого, он учредил стипендии как для гимназистов, так и для гороховчан — студентов высших учебных заведений. Сапожников содержал фонд для бедных невест, а в 1904 году принял участие в создании Городского общественного банка.
После смерти Сапожникова в 1913 году город Гороховец по завещанию получил капитал в 100 000 рублей, проценты от которого употреблялись на народное образование. Дело благотворительности в Гороховце продолжил сын Сапожникова Константин, построивший в 1917—1919 годах храм Всех Святых для расквартированного в городе 253-го запасного пехотного полка.
После Февральской революции, когда с марта по июль по Владимирской губернии прокатилась волна рабочих демонстраций, на предприятиях Гороховца в июне явочным порядком был введён 8-часовой рабочий день. В июле 1917 года размещённый в городе пехотный полк отказался выехать на фронт — сказалась агитационная работа большевиков. В первые дни Октябрьской революции большевики установили в городе советскую власть.

### Советский период
В августе 1919 года Гороховец посетила «Всероссийская комиссия по сохранению и раскрытию памятников древнерусской живописи» в ходе работы которой, были взяты на учёт основные памятники. Город произвел сильное впечатление на руководителя комиссии Игоря Эммануиловича Грабаря хорошо сохранившейся уникальной архитектурой и обилием старинных зданий.
С 1924 года в городе вновь возрождается судостроение, в предвоенное время основным промышленным предприятием становится Гороховецкий судостроительный завод, производящий речные буксирные пароходы и баржи. В советское время непрерывно росли масштабы и технический уровень производства.
В годы Великой Отечественной войны 17 тысяч гороховчан и жителей района ушли на фронт, из них 39 человек участвовали в героической обороне Брестской крепости. Десять человек получили в годы войны звание Героя Советского Союза. Именами двоих из них, Александра Беседина и Николая Краснова, названы улицы города. Для нужд фронта судостроителями города выпущено около 200 десантных мотоботов, которые принимали активное участие в десантных операциях на фронтах войны.
В послевоенное время Гороховецкий судостроительный завод претерпел масштабную модернизацию и перешел на выпуск морских судов. Производились рейдовые буксиры проекта 498, баржи, сухогрузные, рыбопромысловые, водолазные и вспомогательные суда для ВМФ. К 1980-м годам, после закрытия судостроительной программы на Петрозаводе, он стал ведущим предприятием страны по производству портовых буксиров-кантовщиков и единственным судостроительным заводом Владимирской области. Численность работающих достигала 3500 человек. Завод внес значительный вклад в развитие города и был остановлен в 1990-х годах, а к началу 2000-х инфраструктура предприятия уже была разрушена.
Вторым крупным предприятием города стал завод подъёмно-транспортного оборудования (ЗПТО, сейчас «Элеватормельмаш»), основанный в 1961 году на базе авторемонтного производства. Продукцией стали конвейеры, тали, мостовые краны; количество работающих достигало 1500 человек. Завод работает и в настоящее время, сильно сократив объёмы производства. Помимо этих предприятий в городе работало около десятка более мелких производств, пищевой, мебельной, строительной, сельскохозяйственной направленности, Гороховец также являлся центром сельскохозяйственного района с развитым животноводством, поголовье крупного рогатого скота в советский период достигало 20000 голов.
Рост промышленного производства и активное жилищное строительство в 1950—1990 годах стали причиной значительного роста населения города.
В 1970 году Гороховец был включён в список исторических городов России, имеющих памятники, представляющие большую ценность. Он вошёл в систему туристического маршрута «Золотое кольцо России». Предприятие «Владимирспецреставрация» разработало проект превращения исторического ядра города в музейно-туристический центр. Были реставрированы дом купца Ершова (Сапожникова), Предтеченская церковь, дома Канонникова, Опарина, Шорина, ансамбль присутственных мест, церковь Иоанна Лествичника, Сретенский собор, Знаменская церковь, Всехсвятская церковь. В 1972 году в помещении бывшей церкви Иоанна Предтечи был открыт народный музей (Гороховецкий муниципальный историко-архитектурный музей).

### Настоящее время
В 2010 году Гороховец включён в перечень исторических поселений федерального значения.
28 мая 2014 года президент России Владимир Путин подписал указ «О праздновании 850-летия основания г. Гороховца». Празднование юбилея состоялось в 2018 году.
7 мая 2016 года в Гороховце открылся первый туристический центр. Туристам Гороховецкий ТИЦ предлагает информацию о туристических объектах города, сувениры и изделия народных промыслов, возможность заказать экскурсию по Гороховцу и окрестностям и пр.
7 марта 2017 года Гороховец вошёл в предварительный список всемирного наследия ЮНЕСКО. Гороховец был принят сразу по двум критериям: объект отражает воздействие, которое оказывает чередование общечеловеческих ценностей в пределах определённого периода или определённого культурного района мира, на развитие архитектуры или технологии, градостроительства или планирования ландшафтов; объект представляет собой выдающийся образец типа строения, архитектурного или технологического ансамбля или ландшафта, иллюстрирующего важный этап в истории человечества.

## Население
| 1784    | 1856    | 1859    | 1870    | 1883    | 1897    | 1913    | 1920    | 1923    | 1926    | 1939    | 1959    | 1970    | 1979    | 1989    |
| ------- | ------- | ------- | ------- | ------- | ------- | ------- | ------- | ------- | ------- | ------- | ------- | ------- | ------- | ------- |
| 1276    | ↗2300   | ↗2513   | ↗2574   | ↗2824   | ↘2297   | ↗3200   | ↘3067   | ↗3300   | ↘3220   | ↗5768   | ↗9891   | ↗13 955 | ↗14 955 | ↗15 783 |
| 1992    | 2000    | 2001    | 2002    | 2003    | 2005    | 2006    | 2009    | 2010    | 2011    | 2012    | 2013    | 2014    | 2015    | 2016    |
| ↗16 600 | ↘16 000 | ↘15 900 | ↘14 524 | ↘14 500 | ↘14 000 | ↘13 800 | ↘13 303 | ↗14 016 | ↘13 954 | ↘13 801 | ↘13 553 | ↘13 326 | ↘13 233 | ↘13 105 |
| 2017    | 2018    | 2019    | 2020    | 2021    |         |         |         |         |         |         |         |         |         |         |
| ↘12 948 | ↘12 799 | ↘12 687 | ↘12 656 | ↗12 666 |         |         |         |         |         |         |         |         |         |         |

На 1 января 2025 года по численности населения город находился на 861-м месте из 1124 городов Российской Федерации.
Национальный состав
По итогам переписи населения 2020 года проживали следующие национальности (национальности менее 0,1 % и другое, см. в сноске к строке «Другие»):
| Национальность | Численность, чел. | Доля     |
| -------------- | ----------------- | -------- |
| Русские        | 12 155            | 95,97 %  |
| Армяне         | 60                | 0,47 %   |
| Татары         | 39                | 0,31 %   |
| Украинцы       | 25                | 0,20 %   |
| Азербайджанцы  | 14                | 0,11 %   |
| Другие         | 373               | 2,94 %   |
| Итого          | 12 666            | 100,00 % |

## Экономика

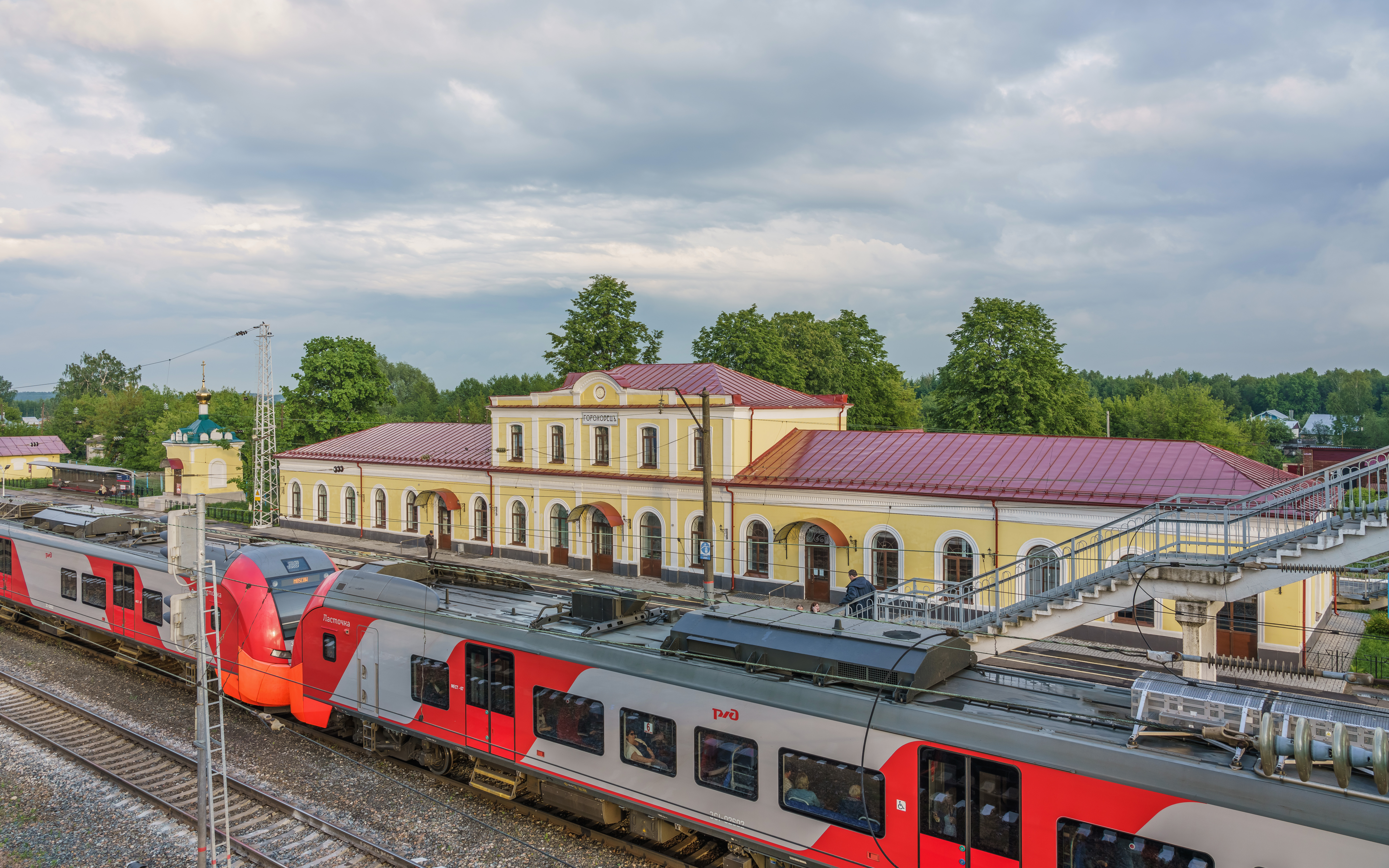
Железнодорожная станция Гороховец

- Гороховецкий судостроительный завод.
- Завод подъёмно-транспортного оборудования «Элеватормельмаш» (банкрот, закрыт)[42].
- Стеклотарный завод ООО «Русджам Стеклотара Холдинг».
- ООО «Буревестник и К».
- ООО «Гороховецкий мясокомбинат».
- ООО «Гороховецкая мануфактура» (бывший пищекомбинат)
- Филиал Владимирского ПАО «Электросвязь».
- Цеха деревообработки, металлообработки и металлоконструкций на базе Гороховецкого колледжа.
- Гостиница, несколько кафе и ресторанов.
- Горнолыжный курорт «Пужалова гора»
- Рынок на торговой площади.

Распоряжением Правительства России Гороховец включён в список моногородов Российской Федерации с наиболее сложным социально-экономическим положением.

### Транспорт
Автобусное сообщение с железнодорожной станцией Гороховец, с Владимиром, Нижним Новгородом, Москвой.
Несмотря на то, что город находится во Владимирской области, в экономическом и транспортном плане он находится под влиянием Нижнего Новгорода. Более 10 электричек и множество автобусов ежедневно курсируют в сторону Нижнего Новгорода, обеспечивая маятниковую миграцию населения туда и обратно. Значительная часть дачных участков в районе Гороховца также принадлежит нижегородцам и дзержинцам.
Городские маршруты:
- № 2 Площадь Патоличева — Городищи,
- № 4 Омлево — Городищи,
- № 5 Городищи — Омлево,
- № 8а Площадь Патоличева — Омлево.

Пригородные маршруты:
- № 101 Площадь Патоличева — Фоминки-1 (по М-7),
- № 101а Площадь Патоличева — Фоминки-1,
- № 101/103 Площадь Патоличева — Фоминки-1; Площадь Патоличева — Быкасово,
- № 105 Площадь Патоличева — Станция Денисово,
- № 106 Площадь Патоличева — Станция Гороховец,
- № 107 Площадь Патоличева — Торфопредприятие «Большое»,
- № 108/102а Площадь Патоличева — Чулково; Площадь Патоличева — Золотово,
- № 108а/102а Площадь Патоличева — Золотово,
- № 108б Площадь Патоличева — Литовка (заезд в Чулково),
- № 109 Городищи — Торфопредприятие «Большое».

Междугородные маршруты:
- № 170 Вязники — Гороховец,
- № 502 Владимир — Нижний Новгород,
- № 503 Ковров — Нижний Новгород,
- № 531 Москва — Чебоксары,
- № 538 Владимир — Гороховец,
- № 550/1796 Москва — Алатырь,
- № 553 Москва — Шемурша,
- № 650 Кострома — Чебоксары,
- № 695 Рязань — Нижний Новгород,
- № 1257 Москва — Новочебоксарск,
- № 1318 Москва — Чебоксары,
- № 1319 Москва — Чебоксары,
- № 1325 Вязники — Нижний Новгород,
- № 1560 Москва — Канаш,
- № 1778 Москва — Нижний Новгород,
- № 1894 Москва — Йошкар-Ола,
- № 1903 Москва — Чебоксары,
- № 2086 Москва — Чебоксары,
- № 2688 Москва — Йошкар-Ола,
- № 2883 Москва — Нижний Новгород,
- № 2883/1980 Москва — Нижний Новгород; Нижний Новгород — Кинешма (заезд в Решму),
- № 2904 Москва — Йошкар-Ола,
- № 3145 Москва — Нижний Новгород,
- № 3613 Муром — Нижний Новгород,
- № 4309 Нижний Новгород — Муром,
- № 4483 Москва — Чебоксары (отдельные рейсы до Новочебоксарска),
- № 5102 Москва — Чебоксары.

## Достопримечательности
- Никольский монастырь (XVII век)
- Знаменский монастырь (XVII—XVIII века)
- Сретенский монастырь (XVII век)
- Благовещенский собор (1700 год)

Из двадцати каменных купеческих палат — памятников гражданской архитектуры XVII века, сохранившихся в России, семь украшают исторический центр Гороховца, среди них:
- Дом Ершова (Сапожникова); ныне здесь располагается музей «Дом Ершова (Сапожникова)», где показан быт купцов XVII века
- Дом купцов Ширяевых
- Дом Опарина (Селина)
- Дом Канонникова

В городе имеются деревянные особняки, построенные на рубеже XIX и XX веков. Сложные кровли, глухая и пропильная резьба в декоративных элементах соседствуют с модным в то время европейским модерном. Гороховецкие плотники вошли в историю под именем «якушей». В прошлом слава этих талантливых людей была настолько громкой, что В. И. Даль включил их в свой «Толковый словарь живого великорусского языка».
- Дом Шорина
- Дом Пришлецова
- Дом Морозова
- Дом Кучина

## Палеогенетика
Пужалова гора — могильник со 105 курганами на южной окраине Гороховца на высокой террасе реки Клязьмы. Выявлено 30 погребений под курганами и плоских погребений, не обозначенных курганами. В могильных ямах были найдены останки скелетов, лежащих на спине и головой на запад, большинство из них без мебели. Среди погребального инвентаря, обнаруженного в нескольких могилах, были предметы быта второй половины XII — первой половины XIII века. Погребальный обряд представляет собой общерусскую традицию XII века. Курганный могильник на Пужаловой горе известен как один из самых восточных курганных памятников и маркирует восточную окраину территории распространения курганного обряда средневековой Руси в XI—XII веках. В прямоугольной могильной яме глубиной 50 см под курганом (№ 80, высота 50 см, диаметр 5 м) находились скелетные останки мужчины возрастом около 50 лет. Умерший лежал на спине, головой на запад, руки согнуты, ладони на груди. Погребальный обряд аналогичен другим могилам Пужаловой горы, в том числе по украшениям второй половины XII — первой половины XIII века. У образца GOR001 (Gorokhovets, Puzhalova gora) определили митохондриальную гаплогруппу K1c1h и Y-хромосомную гаплогруппу R1a1a1b1a1b1-Y286678. На территории Сретенского монастыря под зданием кельи, построенной в конце XVII века, при спасательных раскопках были обнаружены погребальные захоронения XIII—XV веков. Кладбище представляло собой обычный некрополь небольшого средневекового городка и не имело связи с монастырем, основанным в 1658 году. Погребальный обряд с ориентированными на запад необустроенными погребениями в ямах следует общепринятой средневековой традиции Руси. У образца GOS001 (Gorokhovets, Sretensky monastery) определили митохондриальную гаплогруппу I1a1a, Y-хромосомную гаплогруппу I2a1b2a1, у образца GOS002 (Gorokhovets, Sretensky monastery) — митохондриальную гаплогруппу U3a3 и Y-хромосомную гаплогруппу R1a1a1b1a2a, у образца GOS003 (Gorokhovets, Sretensky monastery) — митохондриальную гаплогруппу I1a1 и Y-хромосомную гаплогруппу N1a1-Z1979.

## Галерея

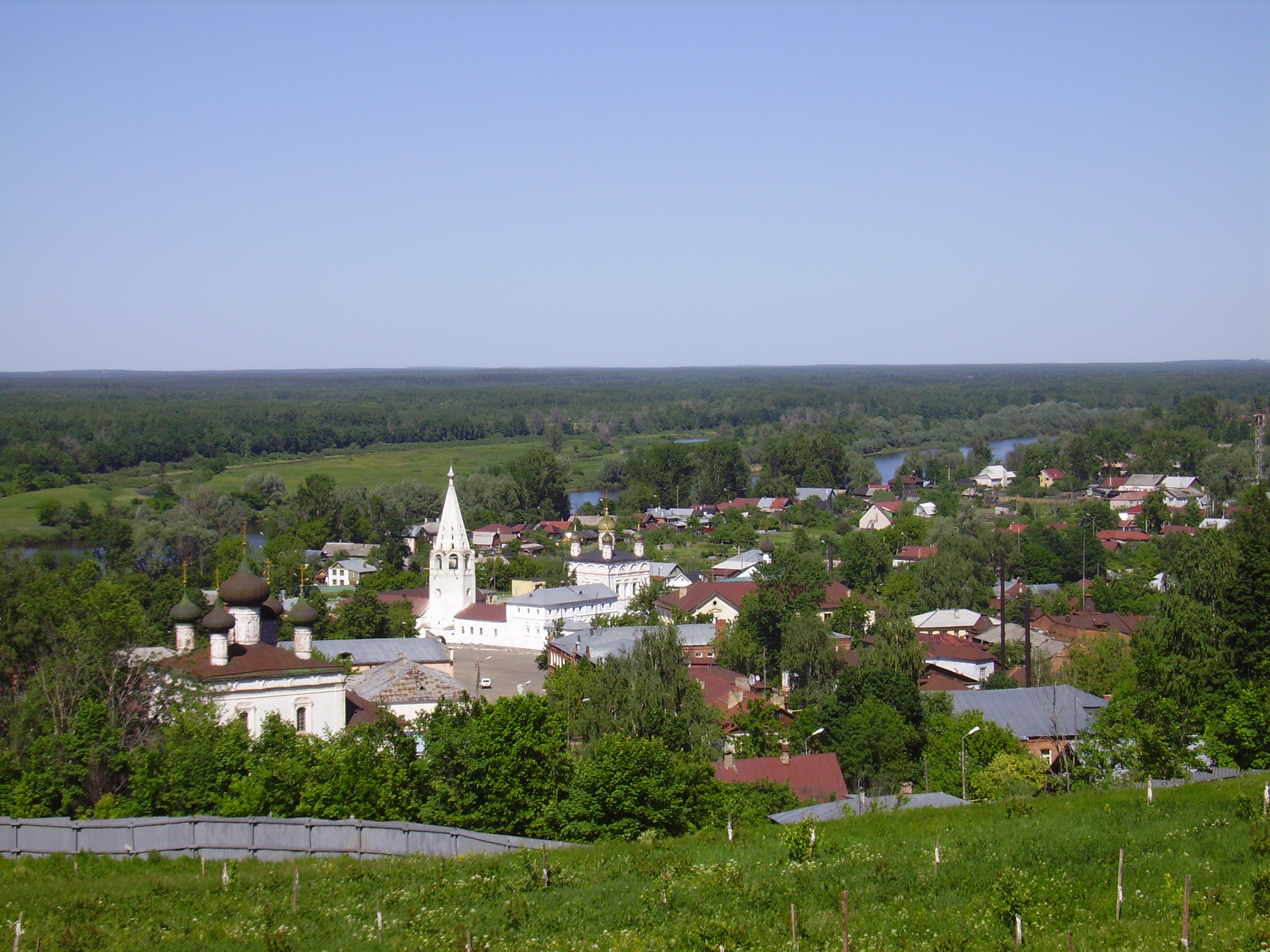
Панорама города
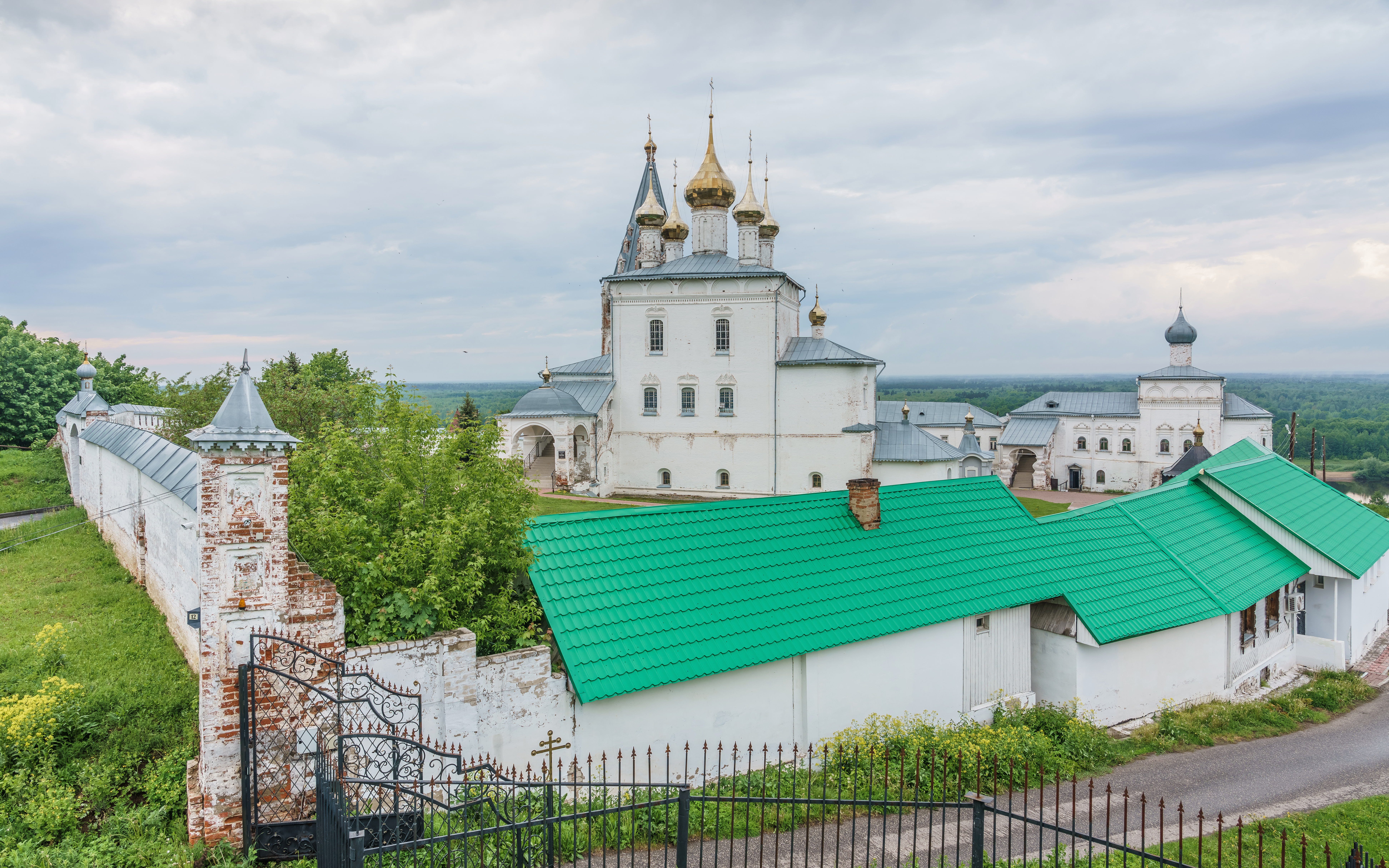
Никольский монастырь
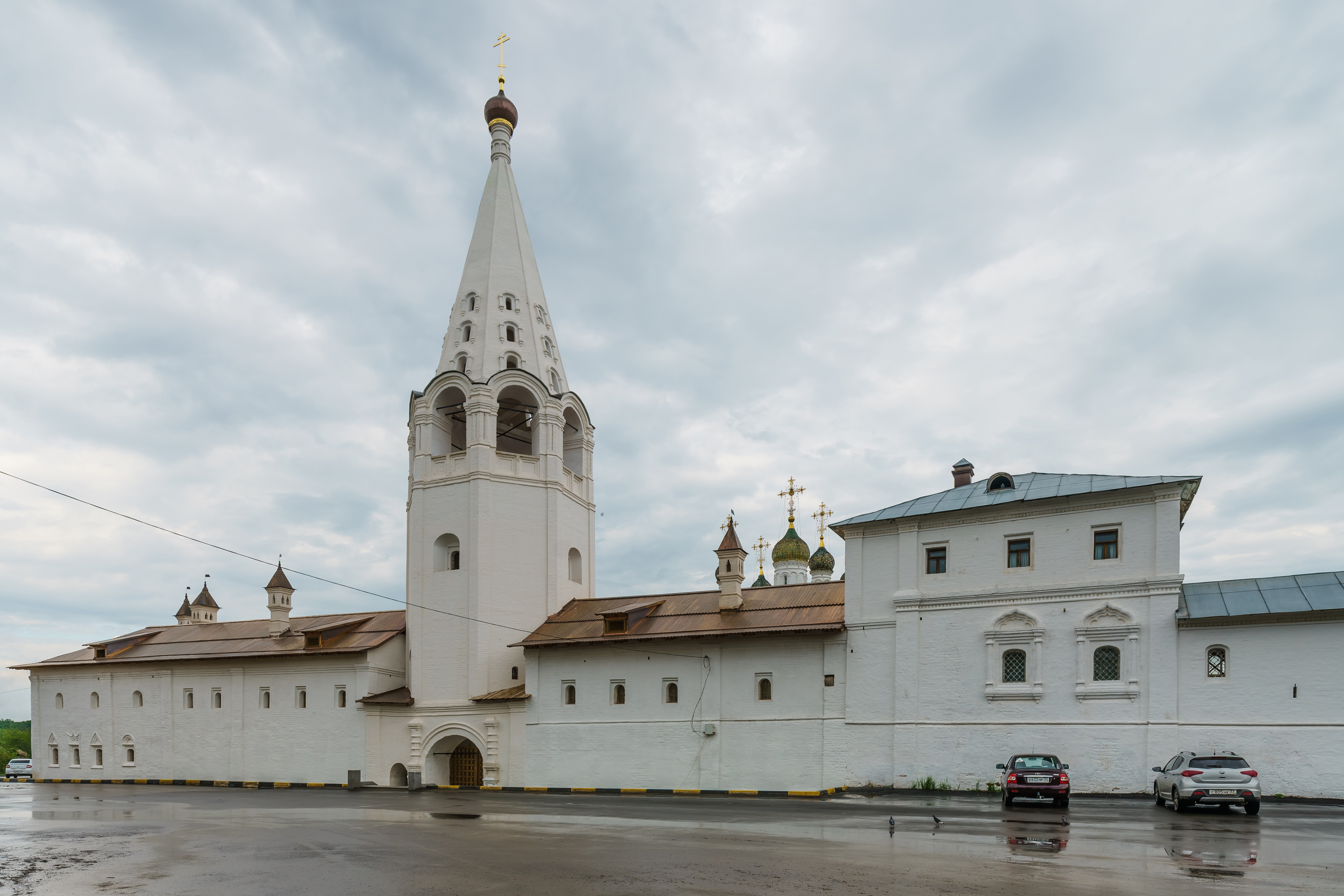
Сретенский монастырь
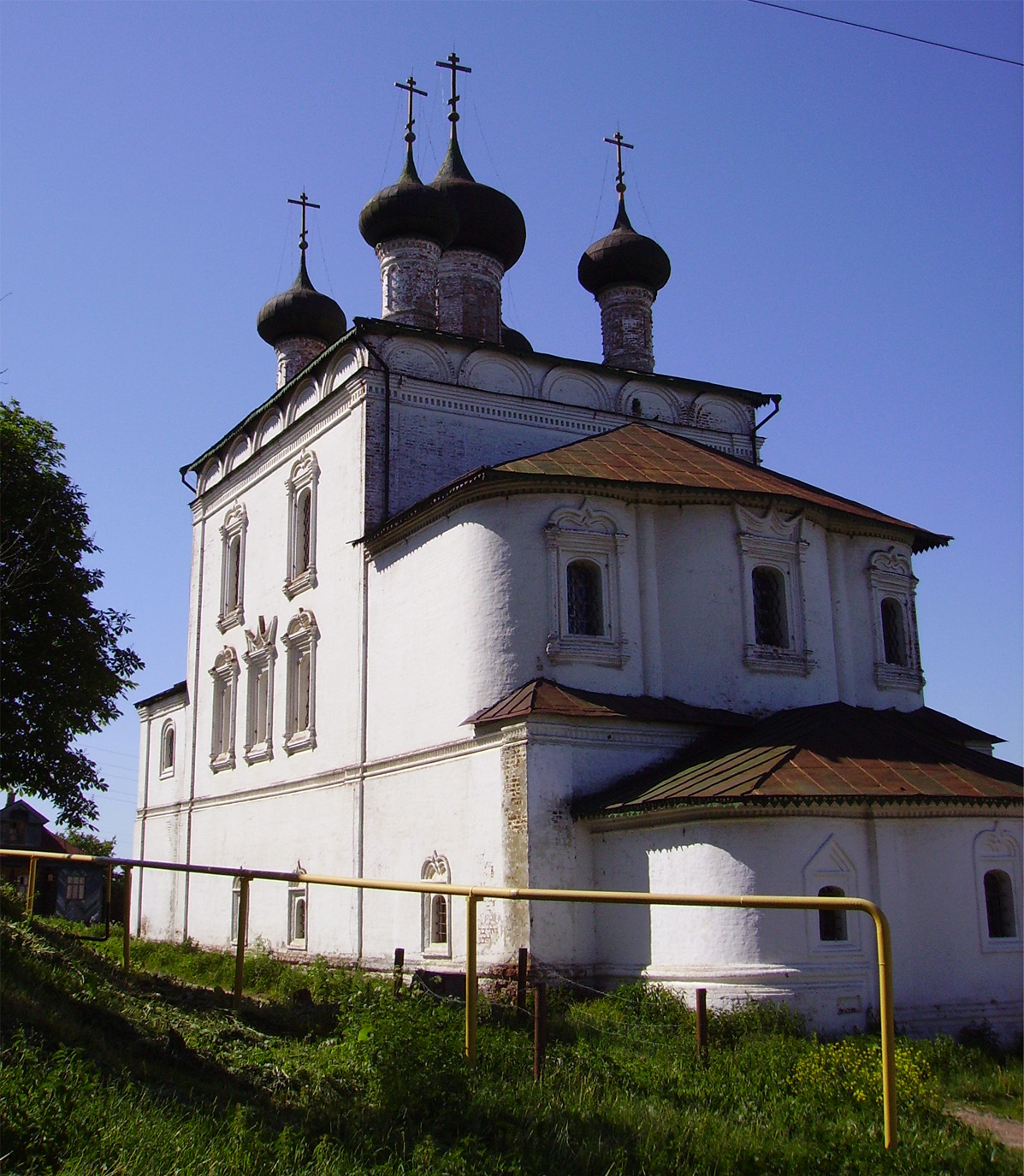
Воскресенская церковь
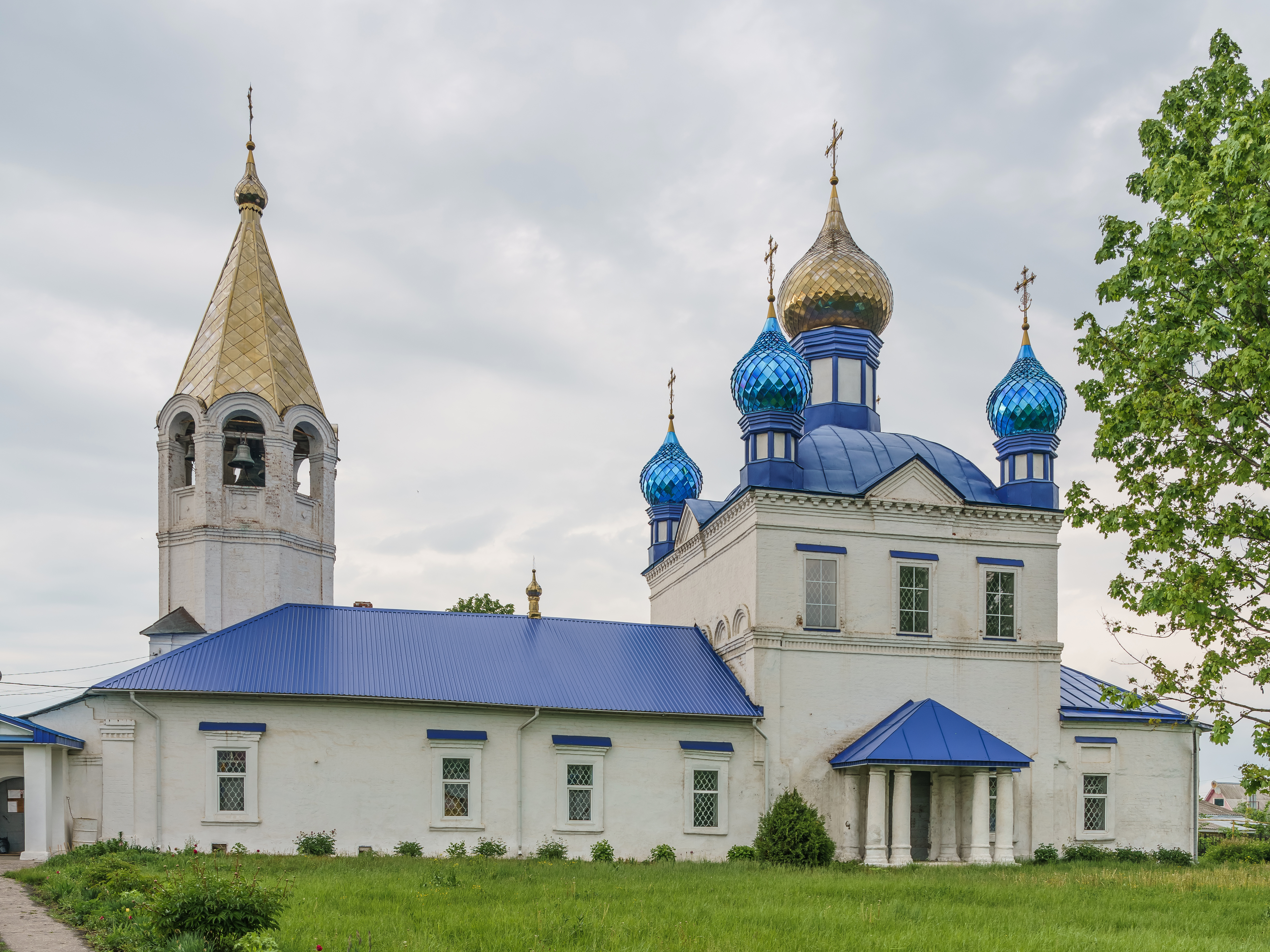
Казанская церковь
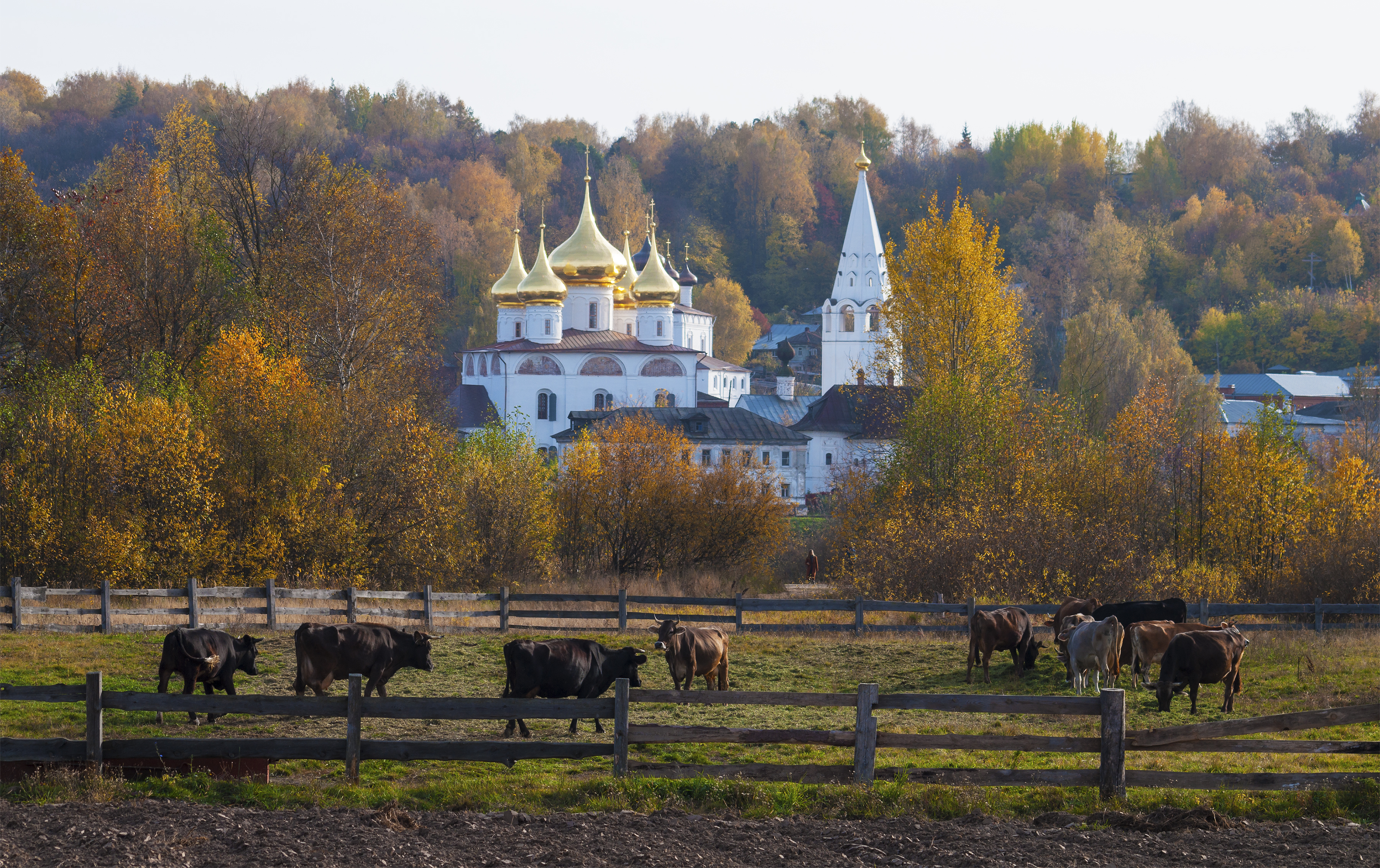
Благовещенский собор (1700 г.) и дом Опарина (конец XVII века)
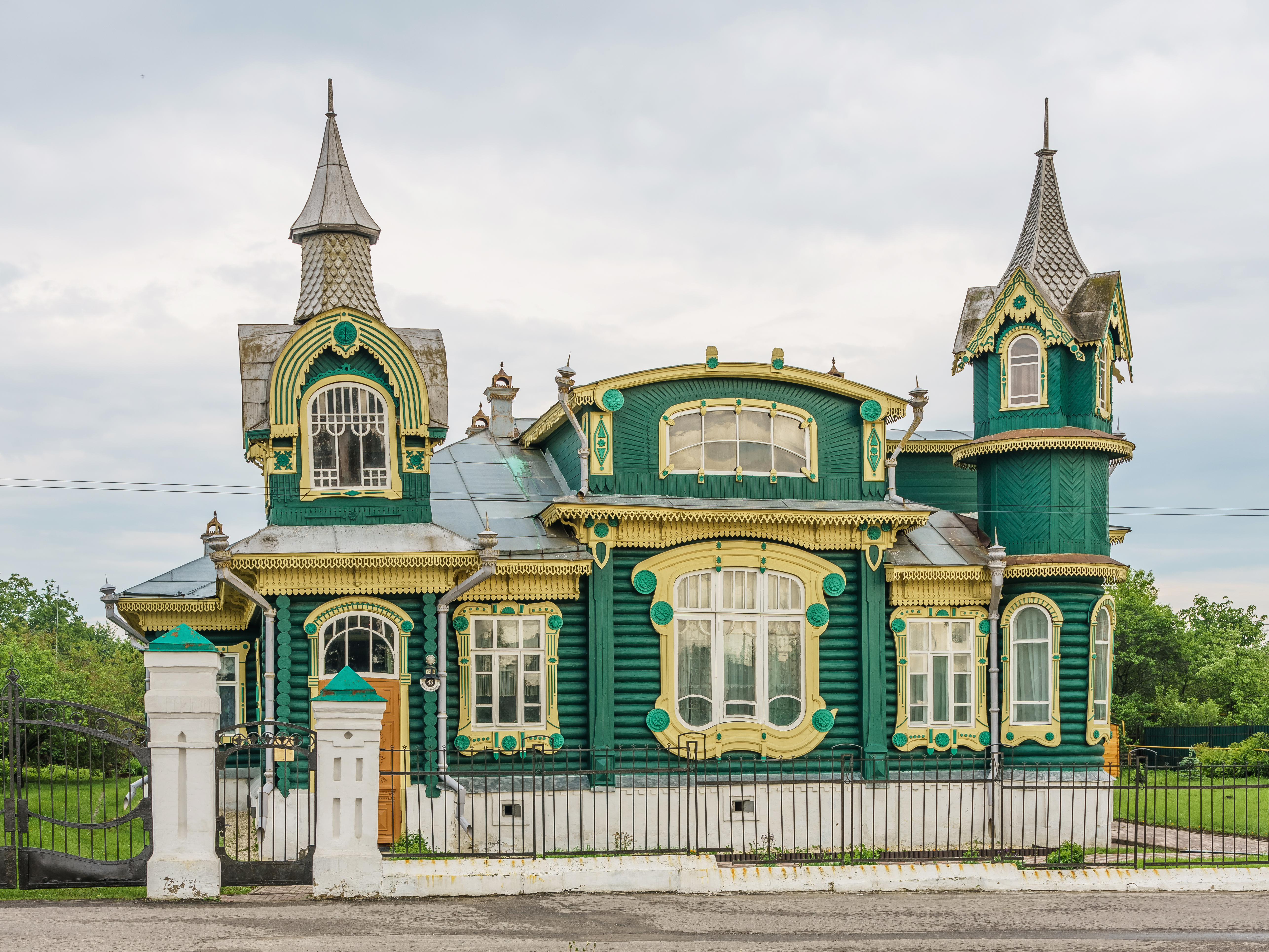
Особняк М. И. Шорина
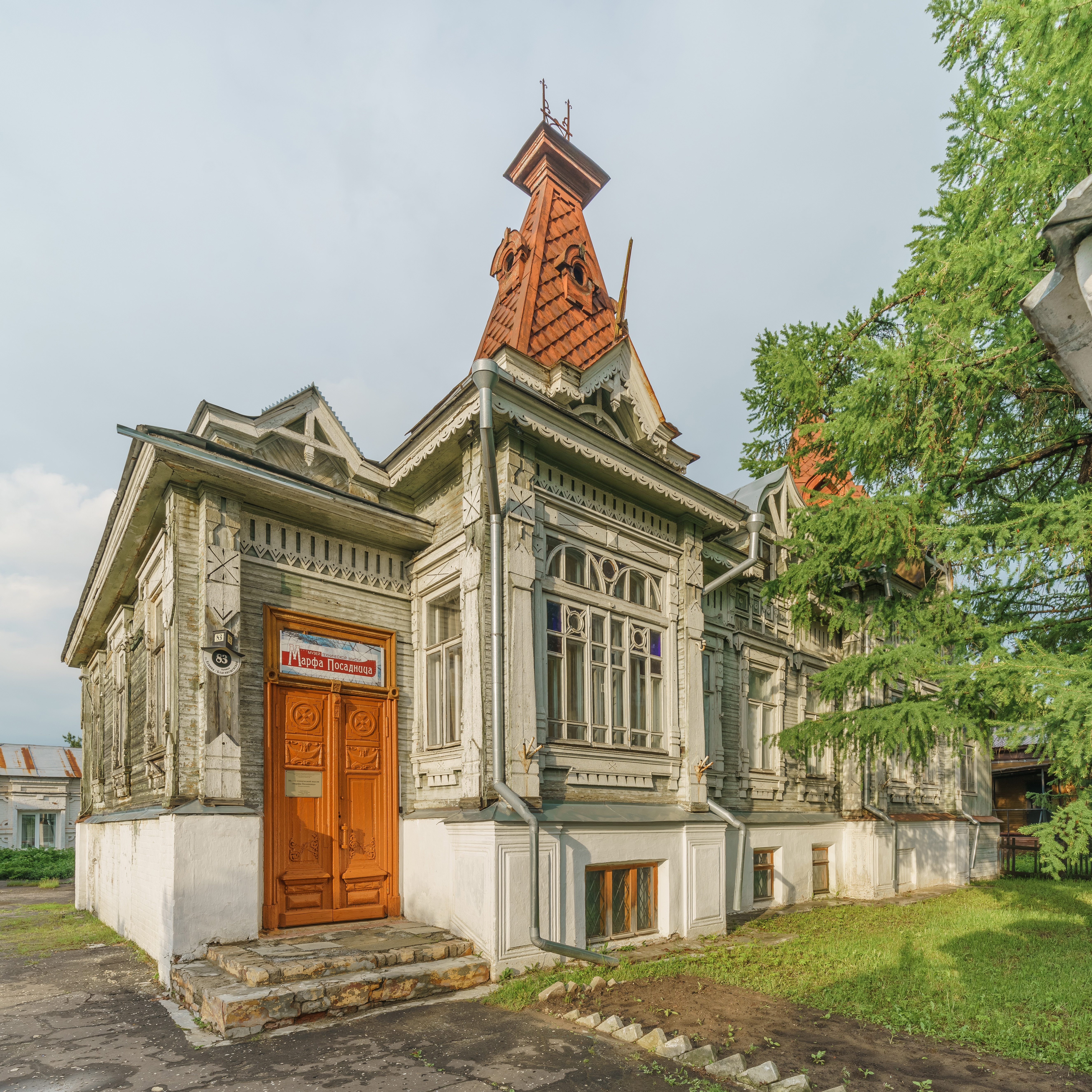
Усадьба Морозова

## Образование, культура и спорт

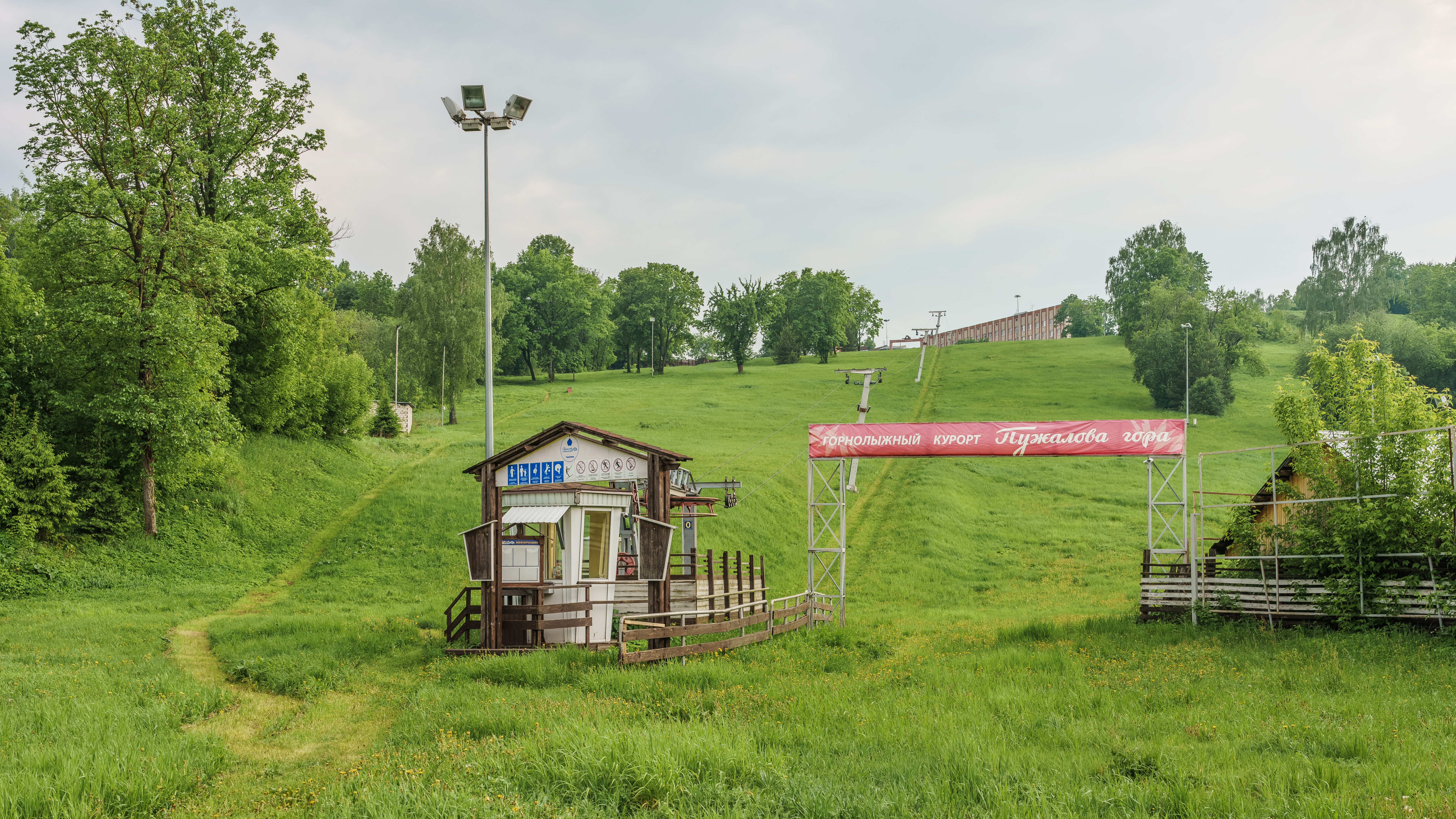
Горнолыжный комплекс, вид летом

- ГАПОУ ВО «Гороховецкий государственный промышленно-гуманитарный колледж»
- ГБУК ВО «Гороховецкий историко-архитектурный музей»
- Горнолыжный курорт «Пужалова гора»
- МБУК «Районный центр культуры»
- МБУК "Молодежный культурно-досуговый центр «Ракета»
- МБУК «Центр традиционной культуры села Фоминки»

## СМИ
Радио:
- 69,08 — Радио России / ГТРК Владимир (Молчит)
- 99,3 — Новое Радио
- 100,7 — Радио России / ГТРК Владимир
- 104,7 — Радио Родных Дорог

Гороховец ФМ существовало с 2007 по 2016 годы.
Телевидение:
- 36 ТВК — Первый мультиплекс цифрового эфирного телевидения России
- 58 ТВК — Первый мультиплекс цифрового эфирного телевидения России

Пресса:
- Газета «Новая жизнь»[46]

## Нумизматика
4 июня 2018 года Банк России выпустил в обращение памятную монету номиналом 10 рублей «г. Гороховец, Владимирская область (1168 г.)» серии «Древние города России».